# 瓦爾特·烏布利希
瓦爾特·恩斯特·保羅·烏布利希（德語：Walter Ernst Paul Ulbricht，1893年6月30日—1973年8月1日），德國政治家、共產主義者，曾任德国统一社会党第一書記、德意志民主共和国国务委员会主席。
烏布利希在萊比錫出生。他的父親是一個裁縫，而父母都是德國社會民主黨的活躍份子。少時於德國國民學校上學，並學會了木匠的手艺。1912年参加德国社会民主党。之後，他在第一次世界大戰（1915年至1918年）其間在波蘭、塞爾維亞及西部前線服過兵役。1918—1919年参与创建德国共产党。1923年任德共中央委员和中央书记。1925年任中央政治局委员。1928年当选为德国国会议员。1933年希特勒上台后流亡国外。1936—1938年参加西班牙内战中的国际纵队。1938—1943年在苏联参加共产国际执行委员会的工作。1945年自苏联返回德国。1946年德共与社会民主党合并成统一社会党后任党的副主席，1950年任党中央总书记，1954年任第一书记，1971年改任党的主席。1960年起任德意志民主共和国国务委员会主席。1973年因中风，逝世于东柏林。安葬於腓特烈斯費爾德中央公墓。

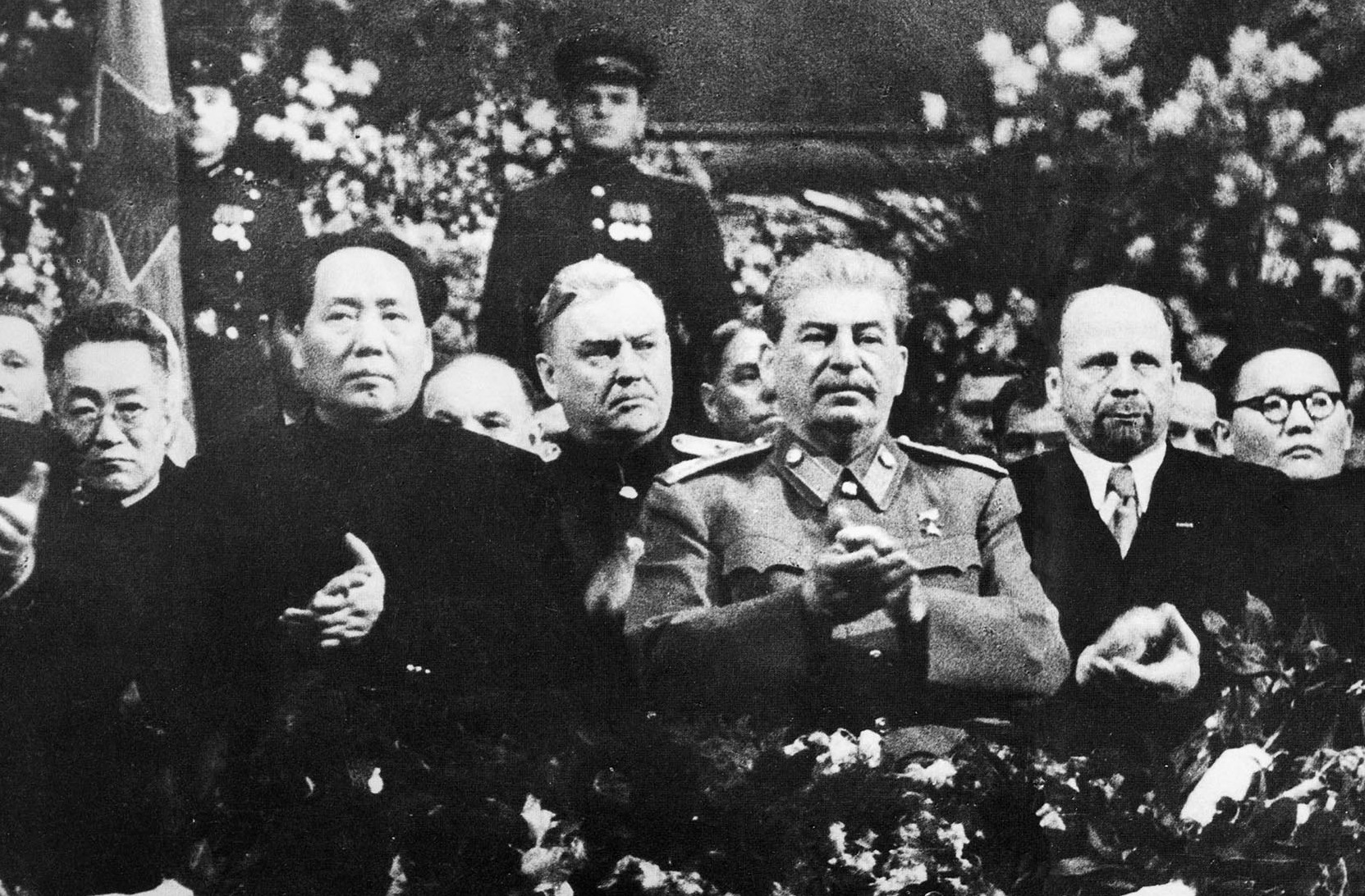
1949年12月蘇共總書記斯大林71歲生日，出席生日慶典的有蘇聯元帥布爾加寧（左三）、中共黨主席毛澤東（左二）、德國統一社會黨第一書記烏布利希（左五）、蒙古人民革命党总书记泽登巴尔（最右）、最左者师哲